# MTL Instruments
MTL Instruments Group plc — подразделение международной компании Cooper Industries со штаб-квартирой в Лутоне (Великобритания). Компания производит электронную измерительную аппаратуру и защитное оборудование для телекоммуникационных систем и систем управления технологическими процессами, включая источники электропитания, безопасные интерфейсы подключения и защиту от перенапряжений. В компании работает около 800 сотрудников по всему миру, а годовой доход превышает 90 млн фунтов стерлингов (в 2006 году). Производственные мощности MTL Instruments расположены в Нерсборо (Великобритания), Ченнае (Индия), Мелборне (США), Бохуме (Германия) и Брисбене (Австралия).

## История
MTL Instruments была основана как частная компания в 1971 году. В 2005 году она купила компанию GeCma Components, которая производила компьютерные терминалы для использования в опасных зонах. В 2007 году MTL купила 3 компании: ELPRO Technologies, специализировавшуюся на промышленном беспроводном оборудовании и радиотелеметрии; RTK Instruments, производящую сигнализирующее оборудование для систем управления технологическими процессами; и Ocean Technical Systems, предоставлявшую удалённый инструментарий для морских буровых судов, танкеров и трубопроводов.
В 2008 году сама MTL Instruments была куплена компанией Cooper Industries из Хьюстона (Техас, США) для объединения с уже имевшимся подразделением Crouse-Hinds.